# Wesoły Cmentarz

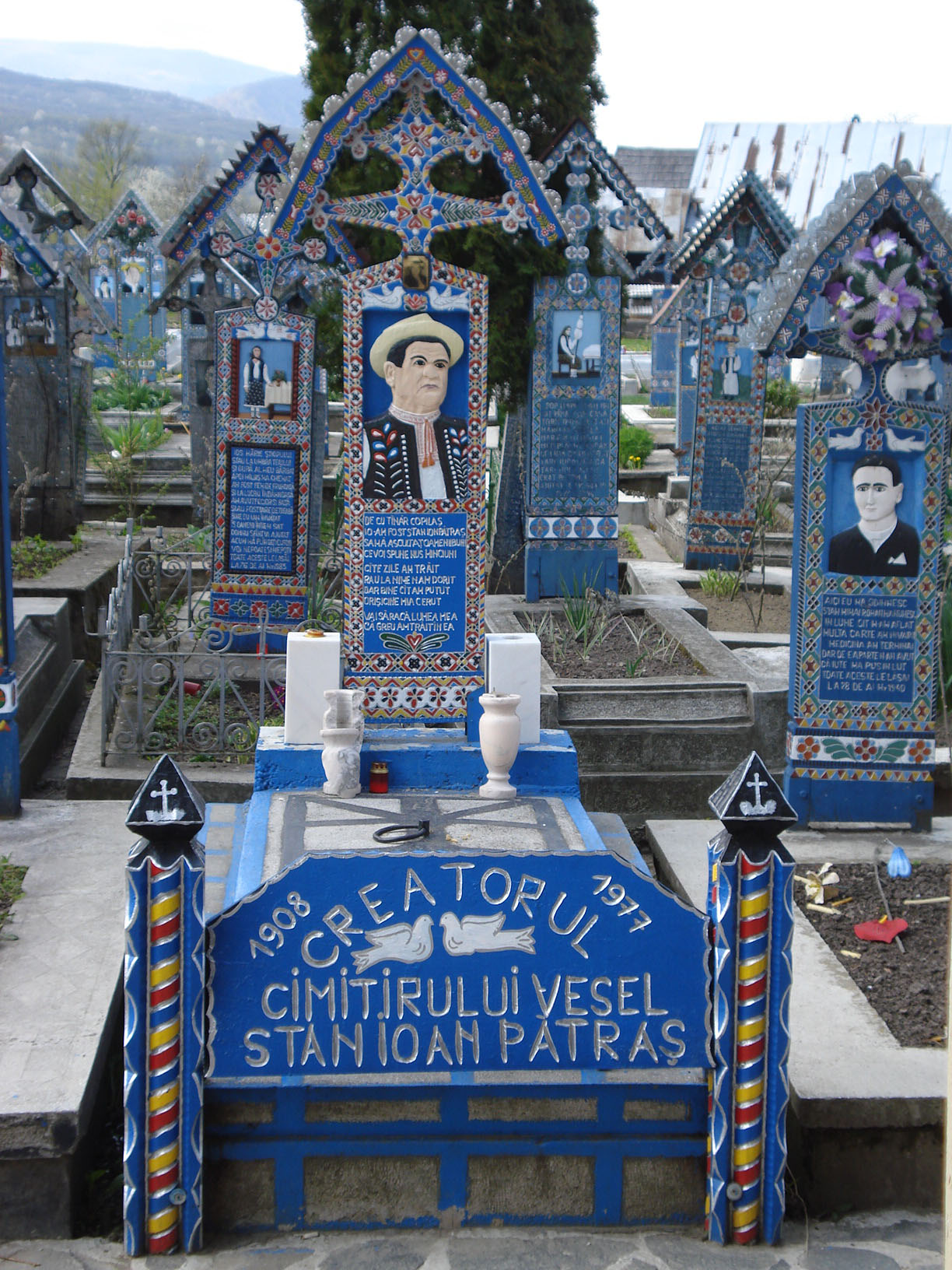
Wesoły Cmentarz

Wesoły Cmentarz (rum. Cimitirul Vesel) – cmentarz zlokalizowany wokół cerkwi w rumuńskiej miejscowości Săpânța, w okręgu Marmarosz w północnej części Rumunii, ok. 2 km od granicy z Ukrainą.
O wyjątkowości cmentarza w skali Europy stanowią unikalne kolorowe, drewniane nagrobki, na których wyrzeźbione są scenki z życia pochowanych tam mieszkańców wioski, często opatrzone dowcipnymi wierszykami mówiącymi o zmarłych lub przyczynach, z powodu których rozstali się z życiem.
Cmentarz zaczął przyjmować obecny wygląd w 1935 r., kiedy to miejscowy artysta Stan Ioan Pătraș po raz pierwszy wykonał „wesołe” epitafium. Do chwili śmierci wyrzeźbił ich kilkadziesiąt. Wszystkie utrzymane w podobnym stylu sztuki naiwnej. Każdy z krzyży wieńczy dwuspadowy daszek w jasnogranatowym kolorze. Odcień ten zyskał nawet swój własny przydomek – albastru din Săpânța. Kontynuatorem cmentarnego dzieła S.I. Pătrașa jest Dumitru Pop Tincu. Obecnie z ponad 800 nagrobkami Cimitirul Vesel jest jedną z najpopularniejszych atrakcji turystycznych Rumunii.
Poniżej dwa przykłady epitafiów na nagrobkach Wesołego Cmentarza:
Jestem Mihaju, syn Mihaia. Gdy prowadziłem swe auto byłem w poważnych kłopotach i zakończyłem życie we wsi Sarasan. Tam dopadł mnie zły los, gdy wpadłem w poślizg i uderzyłem w drzewo kończąc nagle swój żywot. a teraz mówię do was, drodzy rodzice: nie trwajcie resztę życia w smutku. Wszak dawaliście mi dobre rady. Ja sam jestem sobie winien zbytniej prędkości za kółkiem. Nie powinienem jechać tak szybko. a teraz widzę, co zrobiłem i że gniję w ziemi. Żyłem 20 lat, zmarłem w 1994.
Zasnąłem w 1939 roku. Żyłem 49 lat. a oto, co chcę powiedzieć. Nazywałem się George Basului i jak długo żyłem poświęcałem wiele owiec, aby przygotować dobre mięso. Dobre mięso – to nie kłamstwo, można się nim najeść jak król. Dawałem wam najtłustsze mięso, którym mogliście się nacieszyć.

## Galeria

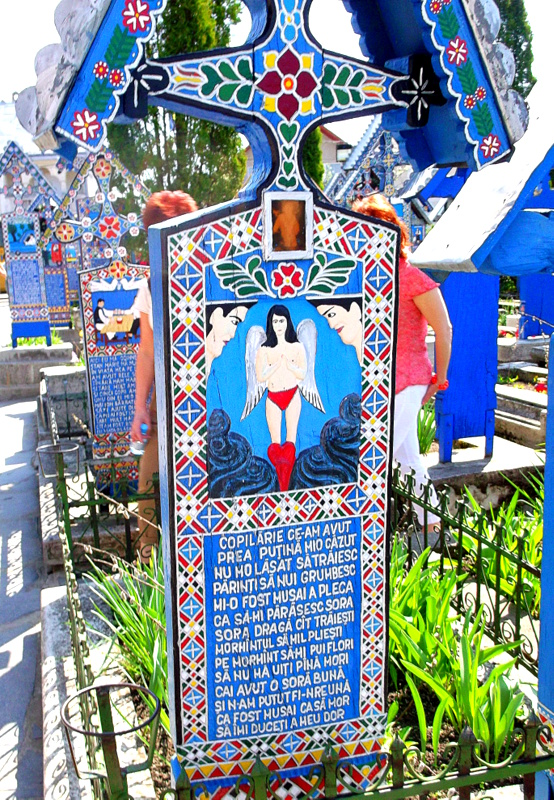
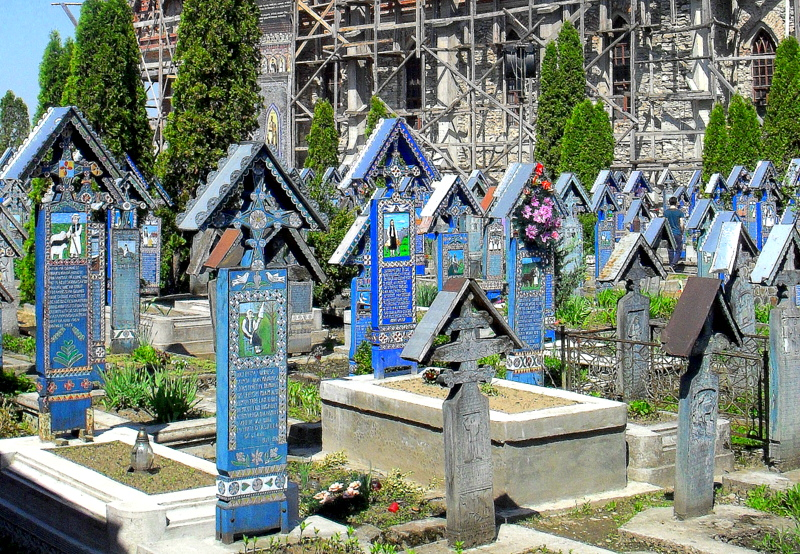
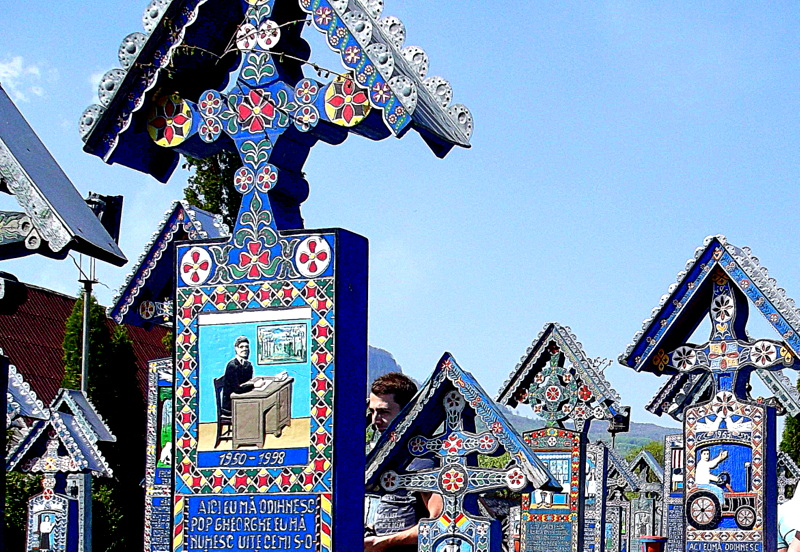
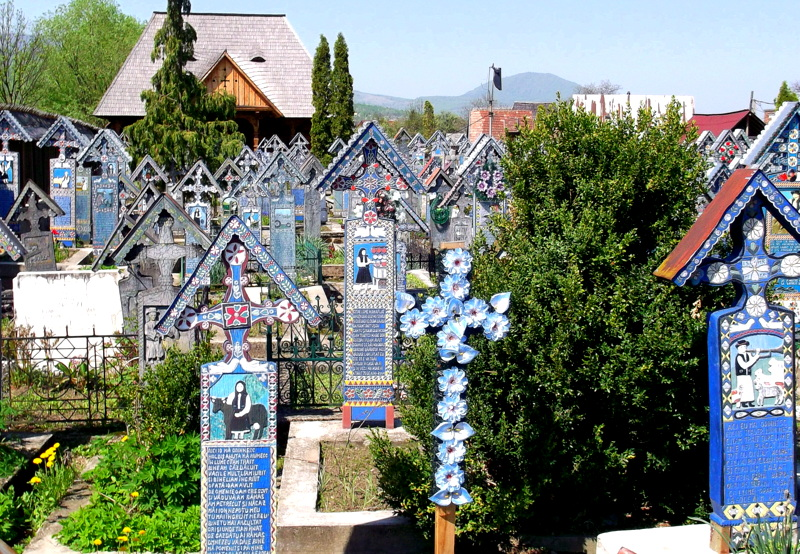
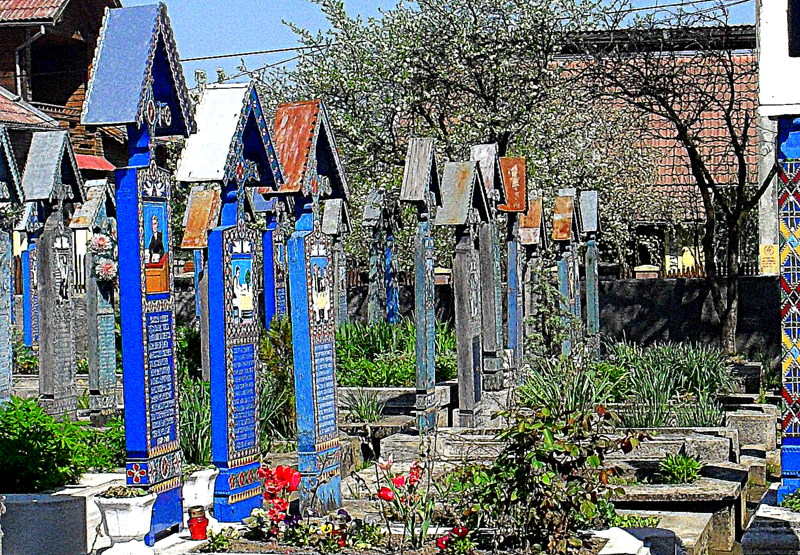
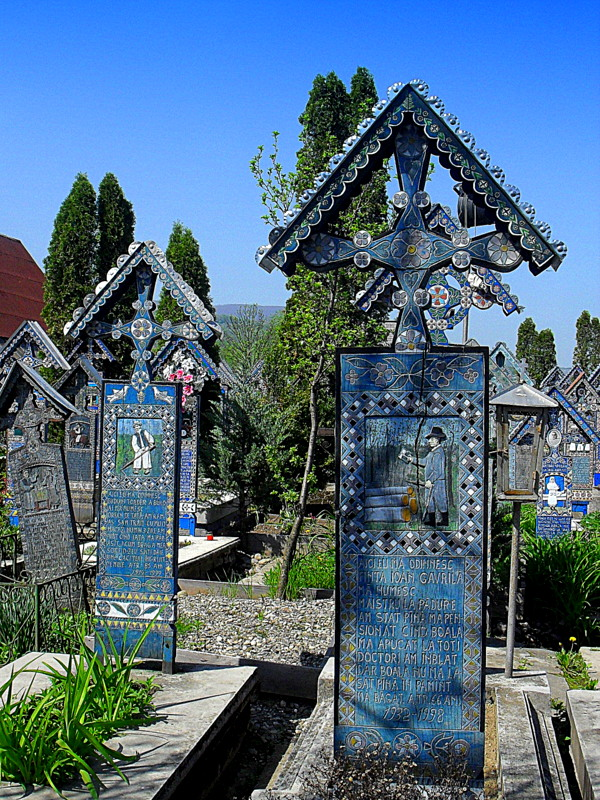
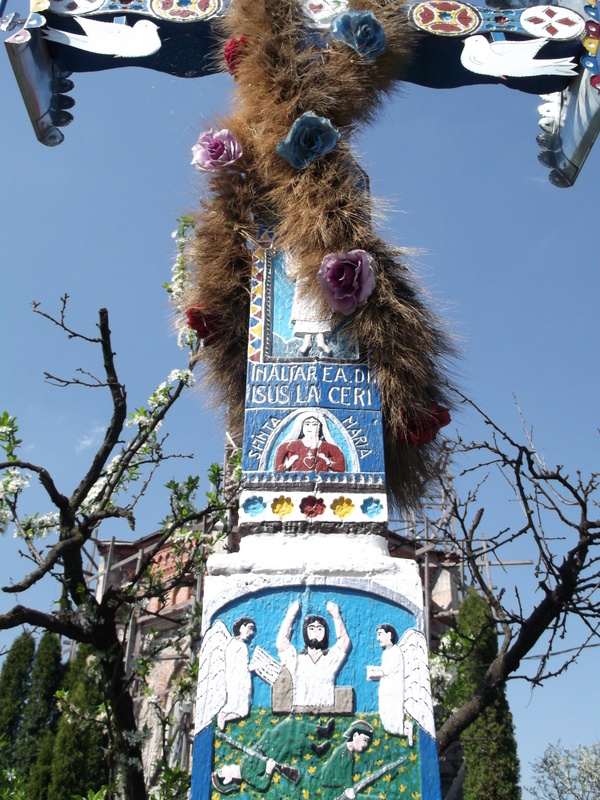
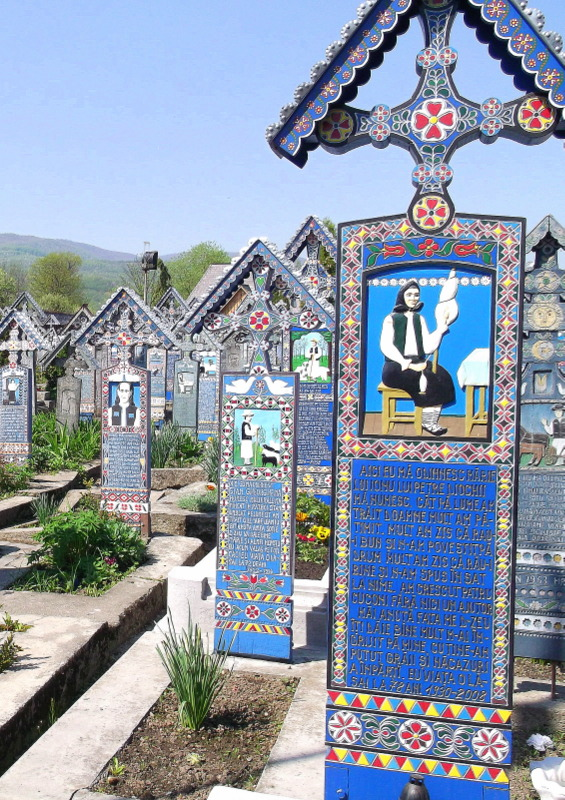